# Kimbe
Kimbe ist die sechstgrößte Stadt in Papua-Neuguinea und Hauptstadt der Provinz West New Britain auf der Insel Neubritannien. Sie hat den drittgrößten Hafen in Papua-Neuguinea und ist eine der am schnellsten wachsenden Städte im Südpazifik. Die Stadt liegt im sog. Korallendreieck an der Kimbe Bay, weswegen dort mehr als 60 % der Korallenarten des gesamten Indopazifik vorkommen.

## Persönlichkeiten
- Leroy Kamau (* 1999), Sprinter